# Erich Schönhardt
Erich Schönhardt (25 de junio de 1891 - 29 de noviembre de 1979) fue un matemático alemán, conocido por su descubrimiento en 1928 de un poliedro no convexo que no se puede dividir en tetraedros sin introducir vértices adicionales, y que lleva su nombre.

## Semblanza
Schönhardt nació en la ciudad de Stuttgart en 1891. Estudió en la Universidad de Stuttgart, y realizó sus estudios de posgrado en la Universidad de Tubinga, donde se doctoró en 1920 con una tesis sobre los grupos de Schottky bajo la supervisión de Ludwig Maurer.
En la década de 1930 desempeñó el cargo de Dozentenführer (líder político de la facultad bajo el régimen nazi) en Tubinga, y fue responsable de denunciar al matemático Erich Kamke de Tubinga por haberse casado con una mujer judía. Regresó a la Universidad de Stuttgart en 1936, donde permaneció como rector de 1939 a 1942. Así mismo, desempeñó el cargo de editor permanente de la revista Deutsche Mathematik.
Falleció en su ciudad natal, Stuttgart, en 1979, a los 88 años de edad.